# Andrija Kaštelan
Andrija Kaštelan, hrvaški zdravnik, pedagog in akademik, * 30. oktober 1934, Rab.
Kaštelan je predavatelj na Medicinski fakulteti v Zagrebu; je član Hrvaške akademije znanosti in umetnosti.